# Сандра Љубојевић
Сандра Љубојевић (Бања Лука, 18. август 1983) српска је глумица.

## Каријера
Рођена је 18. августа 1983. године у Бања Луци, у тадашњој Југославији. Дипломирала је глуму 2005. на Академији уметности у класи професора Владимира Јевтовића. Од 2006. године стални је члан Народног позоришта Републике Српске. Позната је по улогама у "То топло љето" из 2008. године, где је глумила Чарну, "Топ је био врео" из 2014. године у улози Сузане, као и улози Аријане у популарној серији "Луд, збуњен, нормалан" из 2007. године.
Добитник је многих награда као што су “Народно позориште РС” за најбољу младу глумицу у 75. Сезони, Награда града Бањалука младима за значајна остварења у области културних активности, Глумачка награда “Јазавац у џаку” на “Театар фесту 2011.” за улогу ћерке у представи “Радничка хроника”, “Мостарка лиска” Мостар, за улогу Малчике у представи “Избирачица” и још многе друге. Такође је учествовала у писању сценског говора за представе:
- “Лекција” Е. Јонеско УДУС
- “Грбавац” С. Мрожек УДУС
- “Иза затворених врата” Ж. П. Сартр УДУС[1]

## Филмографија
| Год.  | Назив                 | Улога   |
| ----- | --------------------- | ------- |
| 2007. | Доевропљани           |         |
| 2008. | То топло љето         | Чарна   |
| 2010. | Прекиди стварности    |         |
| 2014. | Топ је био врео       | Сузана  |
| 2015. | Луд, збуњен, нормалан | Аријана |
| 2020. | Дара из Јасеновца     |         |
| 2021. | Адвокадо              | Сара    |